# لمسيكنات (أولاد محمد)
لمسيكنات هو دُوَّار يقع بجماعة شعيبات، إقليم الجديدة، جهة الدار البيضاء سطات في المملكة المغربية. ينتمي الدوّار لمشيخة أولاد محمد التي تضم 9 دواوير. يقدر عدد سكانه بـ 304 نسمة حسب الإحصاء الرسمي للسكان والسكنى لسنة 2004.

## روابط خارجية
- البوابة الوطنية للجماعات الترابية نسخة محفوظة 12 مارس 2018 على موقع واي باك مشين.
- المندوبية السامية للتخطيط